# Argentina en la Copa América 2011
Selección de Argentina fue uno de los 12 equipos participantes en la Copa América 2011, torneo que se llevó a cabo entre el 1 y el 24 de julio de 2011 en Argentina.
En el sorteo realizado el 11 de noviembre en La Plata, la Selección de Argentina quedó emparejada en el Grupo A junto con Bolivia, Colombia y Costa Rica (en reemplazo de Japón a raíz del terremoto de marzo)

## Preparación
El primer partido de la Selección Argentina luego del Copa Mundial de Fútbol de 2010 fue ante Irlanda en Dublín. También fue el primer encuentro como entrenador de la selección del ex campeón del mundo Sergio Batista que hasta el momento comandaba a la categoría Sub-20. Con gol de Ángel Di María la albiceleste logró imponerse en aquel encuentro.
Como parte de los festejos del Bicentenario Argentina enfrentó a España. En un gran partido Argentina apabullo con un contundente 4 a 1 a los campeones del mundo, y, un mes más tarde, cayo por la mínima ante Japón, en un flojo partido de los argentinos.

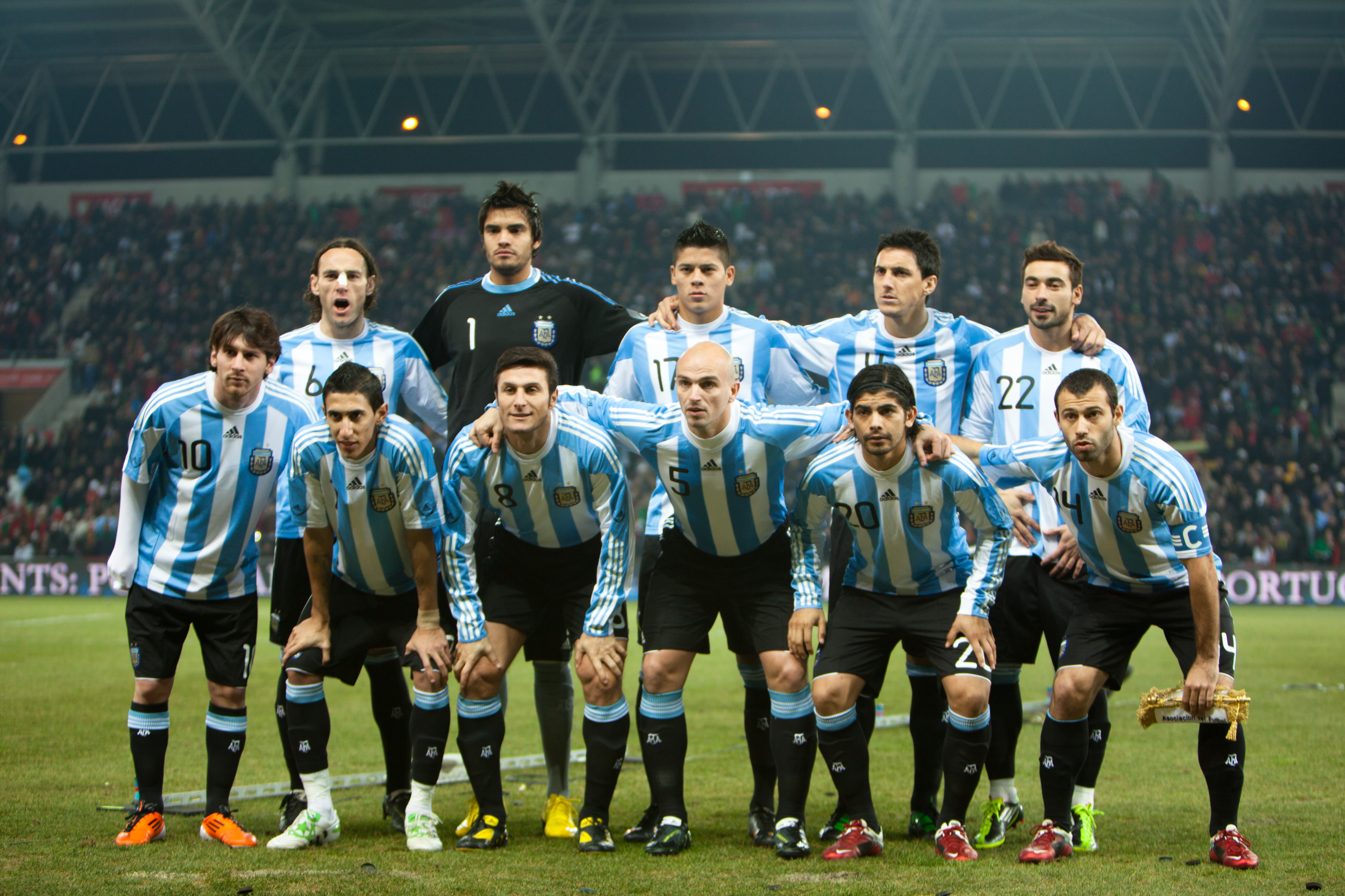
Once inicial que enfrentó a Portugal.

En julio de 2010 la AFA y la CBF acordaron disputar 2 amistosos anuales uno en cada país y solo con jugadores del medio local. El primero se jugaría en La Plata pero fue suspendido por tiempo indeterminado. Finalmente este acuerdo no fue suspendido por el momento. En noviembre, justamente cerro el año enfrentando en Catar a esta selección sudamericana, en el que la albiceleste venció gracias a un golazo de Messi a poco de terminar el partido.
El 2 de noviembre se dio la lógica y Sergio Batista fue confirmado en su cargo como nuevo director técnico, en reemplazo de Diego Maradona, hasta mediados de 2014.
En el primer amistoso del 2011, la Albiceleste enfrentó a la Selección de Portugal. El encuentro fue vendido como el primer enfrentamiento entre Lionel Messi y Cristiano Ronaldo a nivel de selecciones. El equipo argentino, con un gol de penal de Messi en la agonía del partido, fue quien se llevó el encuentro y el rosarino las mayores miradas de la prensa mundial.
El 16 de marzo la selección local afrontó su primer encuentro, contra Venezuela. El encuentro se jugó en el Estadio del Bicentenario y fue el primero disputado en ese césped. El partido terminó a favor de los argentinos que vencieron a su par venezolano por 4 a 1.
A fines de marzo el equipo viajó hacia América del Norte para disputar 2 encuentros amistosos. El primero fue 1 a 1 frente a Estados Unidos y el otro un 0 a 0 frente a Costa Rica.
El 20 de abril volvió a presentarse la selección local aunque esta vez solo pudo empatar en 2 frente a la Selección de Ecuador. El partido marco la vuelta arco argentino de Juan Pablo Carrizo después de 2 años de ausencia. Un mes más tarde Argentina jugó por primera vez en la Provincia de Chaco, frente a Paraguay, y ganó por 4 a 2.
En junio, Batista armó una selección con mayoría de jugadores europeos Sub-25. Según el técnico es para ir armando un grupo de futbolistas de cara al futuro e ir fogueándolos en la selección. Luego de la caída ante Nigeria el entrenador recibió duras críticas incluyendo al presidente de AFA.

### Partidos previos
Datos correspondientes al periodo entre la finalización de la Copa Mundial de Fútbol de 2010 y el inicio de la Copa América 2011
| Fecha                   | Lugar           | Competición |                |                           | Resultado |                      |           |
| ----------------------- | --------------- | ----------- | -------------- | ------------------------- | --------- | -------------------- | --------- |
| 11 de agosto de 2010    | Dublín          | Amistoso    | Irlanda        | Bandera de Irlanda        | 0:1 (0:1) | Bandera de Argentina | Argentina |
| 7 de septiembre de 2010 | Buenos Aires    | Amistoso    | Argentina      | Bandera de Argentina      | 4:1 (3:0) | Bandera de España    | España    |
| 8 de octubre de 2010    | Saitama         | Amistoso    | Japón          | Bandera de Japón          | 1:0 (1:0) | Bandera de Argentina | Argentina |
| 17 de noviembre de 2010 | Rayán           | Amistoso    | Argentina      | Bandera de Argentina      | 1:0 (0:0) | Bandera de Brasil    | Brasil    |
| 9 de febrero de 2011    | Ginebra         | Amistoso    | Argentina      | Bandera de Argentina      | 2:1 (1:1) | Bandera de Portugal  | Portugal  |
| 26 de marzo de 2011     | East Rutherford | Amistoso    | Estados Unidos | Bandera de Estados Unidos | 1:1 (0:1) | Bandera de Argentina | Argentina |
| 29 de marzo de 2011     | San José        | Amistoso    | Costa Rica     | Bandera de Costa Rica     | 0:0       | Bandera de Argentina | Argentina |
| 20 de junio de 2011     | Buenos Aires    | Amistoso    | Argentina      | Bandera de Argentina      | 4:0 (2:0) | Bandera de Albania   | Albania   |

#### Irlanda vs. Argentina
| 11 de agosto de 2010 | Irlanda | 0:1 (0:1) | Argentina    | Estadio Aviva, Dublín                                       |                                                             |
| 19:45 (UTC+1)        |         | Reporte   | Di María 20' | Asistencia: 49 200 espectadores Árbitro(s): Peter Rasmussen | Asistencia: 49 200 espectadores Árbitro(s): Peter Rasmussen |

| Uniformes | Uniformes |
| --------- | --------- |
|           |           |

#### Argentina vs. España
| 7 de septiembre de 2010 | Argentina                                        | 4:1 (3:0) | España       | Estadio Monumental, Buenos Aires                       |                                                        |
| 17:00 (UTC-3)           | Messi 10' · Higuaín 13' · Tévez 34' · Agüero 90' | Reporte   | Llorente 84' | Asistencia: 53 000 espectadores Árbitro(s): Óscar Ruiz | Asistencia: 53 000 espectadores Árbitro(s): Óscar Ruiz |

| Uniformes | Uniformes |
| --------- | --------- |
|           |           |

#### Japón vs. Argentina
| 8 de octubre de 2010 | Japón       | 1:0 (1:0) | Argentina | Estadio Ōmiya, Saitama                                         |                                                                |
| 19:50 (UTC+9)        | Okazaki 19' | Reporte   |           | Asistencia: Sin datos sobre espectadores Árbitro(s): Paweł Gil | Asistencia: Sin datos sobre espectadores Árbitro(s): Paweł Gil |

| Uniformes | Uniformes |
| --------- | --------- |
|           |           |

#### Argentina vs. Brasil
| 17 de noviembre de 2010 | Argentina   | 1:0 (0:0) | Brasil | Estadio Internacional Khalifa, Rayán                                  |                                                                       |
| 20:00 (UTC+3)           | Messi 90+2' | Reporte   |        | Asistencia: Sin datos sobre espectadores Árbitro(s): Abdullah Balideh | Asistencia: Sin datos sobre espectadores Árbitro(s): Abdullah Balideh |

| Uniformes | Uniformes |
| --------- | --------- |
|           |           |

#### Argentina vs. Portugal
| 9 de febrero de 2011 | Argentina                       | 2:1 (1:1) | Portugal    | Stade de Genève, Ginebra                                    |                                                             |
| 21:00 (UTC+1)        | Di María 14' · Messi 90' (pen.) | Reporte   | Ronaldo 21' | Asistencia: 30 000 espectadores Árbitro(s): Massimo Busacca | Asistencia: 30 000 espectadores Árbitro(s): Massimo Busacca |

| Uniformes | Uniformes |
| --------- | --------- |
|           |           |

#### Estados Unidos vs. Argentina
| 26 de marzo de 2011 | Estados Unidos | 1:1 (0:1) | Argentina     | New Meadowlands Stadium, East Rutherford                   |                                                            |
| 19:15 (UTC-4)       | Agudelo 59'    | Reporte   | Cambiasso 42' | Asistencia: 78 986 espectadores Árbitro(s): Roberto García | Asistencia: 78 986 espectadores Árbitro(s): Roberto García |

| Uniformes | Uniformes |
| --------- | --------- |
|           |           |

#### Costa Rica vs. Argentina
| 29 de marzo de 2011 | Costa Rica | 0:0     | Argentina | Estadio Nacional, San José                                          |                                                                     |
| 20:00 (UTC-6)       |            | Reporte |           | Asistencia: 35 000 espectadores Árbitro(s): Marco Antonio Rodríguez | Asistencia: 35 000 espectadores Árbitro(s): Marco Antonio Rodríguez |

| Uniformes | Uniformes |
| --------- | --------- |
|           |           |

#### Argentina vs. Albania
| 20 de junio de 2011 | Argentina                                       | 4:0 (2:0) | Albania | Estadio Monumental, Buenos Aires                                     |                                                                      |
| 18:10 (UTC-3)       | Lavezzi 6' · Messi 43' · Agüero 75' · Tévez 90' | Reporte   |         | Asistencia: Sin datos sobre espectadores Árbitro(s): Jorge Larrionda | Asistencia: Sin datos sobre espectadores Árbitro(s): Jorge Larrionda |

| Uniformes | Uniformes |
| --------- | --------- |
|           |           |

### Partidos previos de la selección local
| Fecha               | Lugar         | Competición |           |                      | Resultado |                      |           |
| ------------------- | ------------- | ----------- | --------- | -------------------- | --------- | -------------------- | --------- |
| 16 de marzo de 2011 | San Juan      | Amistoso    | Argentina | Bandera de Argentina | 4:1 (2:1) | Bandera de Venezuela | Venezuela |
| 20 de abril de 2011 | Mar del Plata | Amistoso    | Argentina | Bandera de Argentina | 2:2 (2:1) | Bandera de Ecuador   | Ecuador   |
| 25 de mayo de 2011  | Resistencia   | Amistoso    | Argentina | Bandera de Argentina | 3:1 (4:2) | Bandera de Paraguay  | Paraguay  |

#### Argentina vs. Venezuela
| 16 de marzo de 2011 | Argentina                               | 4:1 (2:1) | Venezuela     | Estadio del Bicentenario, San Juan                       |                                                          |
| 21:55 (UTC-3)       | Chávez 20' · Mouche 35', 53' · Aued 75' | Reporte   | Arismendi 29' | Asistencia: 25 000 espectadores Árbitro(s): Claudio Puga | Asistencia: 25 000 espectadores Árbitro(s): Claudio Puga |

| Uniformes | Uniformes |
| --------- | --------- |
|           |           |

#### Argentina vs. Ecuador
| 20 de abril de 2011 | Argentina              | 2:2 (2:1) | Ecuador                            | Estadio José María Minella, Mar del Plata                            |                                                                      |
| 20:00 (UTC-3)       | Yacob 31' · Hauche 34' | Reporte   | Quiñónez 26' · Castillo 68' (pen.) | Asistencia: Sin datos sobre espectadores Árbitro(s): Roberto Silvera | Asistencia: Sin datos sobre espectadores Árbitro(s): Roberto Silvera |

| Uniformes | Uniformes |
| --------- | --------- |
|           |           |

#### Argentina vs. Paraguay
| 25 de mayo de 2011 | Argentina                                   | 4:2 (3:1) | Paraguay                   | Estadio Centenario, Resistencia                             |                                                             |
| 16:00 (UTC-3)      | Hauche 12', 45' · Fernández 37' · Pérez 74' | Reporte   | Zeballos 17' · Marecos 56' | Asistencia: 24 000 espectadores Árbitro(s): Roberto Silvera | Asistencia: 24 000 espectadores Árbitro(s): Roberto Silvera |

| Uniformes | Uniformes |
| --------- | --------- |
|           |           |

### Partidos previos de la selección sub-25
| Fecha              | Lugar    | Competición |         |                    | Resultado |                      |           |
| ------------------ | -------- | ----------- | ------- | ------------------ | --------- | -------------------- | --------- |
| 1 de junio de 2011 | Abuya    | Amistoso    | Nigeria | Bandera de Nigeria | 4:1 (3:0) | Bandera de Argentina | Argentina |
| 5 de junio de 2011 | Varsovia | Amistoso    | Polonia | Bandera de Polonia | 2:1 (1:0) | Bandera de Argentina | Argentina |

#### Nigeria vs. Argentina
| 1 de junio de 2011 | Nigeria                                        | 4:1 (3:0) | Argentina            | Estadio Nacional, Abuya                                              |                                                                      |
| 19:00 (UTC+1)      | Uche 9', 39' · Obinna 26' (pen.) · Emenike 51' | Reporte   | Boselli 90+8' (pen.) | Asistencia: Sin datos sobre espectadores Árbitro(s): Ibrahim Chaibou | Asistencia: Sin datos sobre espectadores Árbitro(s): Ibrahim Chaibou |

| Uniformes | Uniformes |
| --------- | --------- |
|           |           |

#### Polonia vs. Argentina
| 5 de junio de 2011 | Polonia                       | 2:1 (1:0) | Argentina | Estadio del Ejército Polaco, Varsovia                    |                                                          |
| 17:00 (UTC+2)      | Mierzejewski 26' · Brożek 67' | Reporte   | Ruben 47' | Asistencia: 12 000 espectadores Árbitro(s): Manuel Gräfe | Asistencia: 12 000 espectadores Árbitro(s): Manuel Gräfe |

| Uniformes | Uniformes |
| --------- | --------- |
|           |           |

## Uniforme
Con motivo especial por la realización de la Copa América en la Argentina se adelantó unos meses la presentación de un nuevo uniforme. El martes 1 de marzo de 2011 se presentó vía Facebook el nuevo modelo con varios cambios respecto al anterior.
El uniforme titular mantiene los clásicos bastones celestes y blancos pero son más anchos (3 celestes y 2 blancos). El cuello es blanco y se asemeja a uno de chomba. El escudo de la AFA está rodeado por un fondo color negro.
La que más cambio es sin duda la camiseta alternativa. Ahora presenta un color oscuro y sobre el pecho tiene 3 franjas paralelas acostadas de color celeste y blanco.
La camiseta fue utilizada por primera vez para el partido contra Venezuela siendo Cristian Manuel Chávez el autor del primer gol con este nuevo diseño de casaca.

### Oficial

#### Manga corta
| Opción 1 | Opción 2 | Opción 3 | Opción 4 | Opción 5 | Opción 6 | Opción 7 | Opción 8 | Opción 9 |

#### Manga larga
| Opción 1 | Opción 2 | Opción 3 | Opción 4 | Opción 5 | Opción 6 | Opción 7 | Opción 8 | Opción 9 |

### Alternativo

#### Manga corta
| Opción 1 | Opción 2 | Opción 3 | Opción 4 | Opción 5 | Opción 6 | Opción 7 | Opción 8 | Opción 9 |

#### Manga larga
| Opción 1 | Opción 2 | Opción 3 | Opción 4 | Opción 5 | Opción 6 | Opción 7 | Opción 8 | Opción 9 |

### Portero
| Opción 1 | Opción 2 | Opción 3 | Opción 4 |

### Entrenamiento
| Opción 1 | Opción 2 |

### Cuerpo técnico
|  |

## Plantel
El 31 de mayo de 2011 Sergio Batista oficializó una lista preliminar que incluye a 26 futbolistas. Entre los principales desafectados de la misma se encuentran Oscar Ustari, que el mismo día de la convocatoria sufrió una lesión que lo marginó del certamen, Adrián Gabbarini, Emiliano Insua, Nicolás Otamendi, Iván Pillud, Mario Bolatti, Nicolás Gaitán, Maximiliano Moralez, Juan Román Riquelme y Juan Manuel Martínez.
El 25 de junio Sergio Batista confirmó la lista final de 23 jugadores, excluyendo a Luciano Monzón, Diego Valeri y Enzo Pérez.

### Lista preliminar
| N.º |                                         | Nombre        | Posición       | Edad    | PJ | G | Equipo                  |
| --- | --------------------------------------- | ------------- | -------------- | ------- | -- | - | ----------------------- |
|     | Bandera de la Provincia de Buenos Aires | Oscar Ustari  | Guardameta     | 24 años | 1  | 0 | Getafe                  |
|     | Bandera de la Provincia de Santa Fe     | Fabián Monzón | Defensa        | 24 años | 7  | 0 | Boca Juniors            |
|     | Bandera de la Provincia de Buenos Aires | Diego Valeri  | Centrocampista | 25 años | 3  | 0 | Lanús                   |
|     | Bandera de la Provincia de Mendoza      | Enzo Pérez    | Centrocampista | 25 años | 5  | 1 | Estudiantes de La Plata |

### Lista final
| N.º |                                         | Nombre             | Posición       | Edad    | PJ  | G  | Equipo             |
| --- | --------------------------------------- | ------------------ | -------------- | ------- | --- | -- | ------------------ |
| 1   | Bandera de la Provincia de Santa Fe     | Juan Pablo Carrizo | Guardameta     | 27 años | 12  | 0  | River Plate        |
| 12  | Bandera de la Ciudad de Buenos Aires    | Mariano Andújar    | Guardameta     | 27 años | 6   | 0  | Catania            |
| 23  | Bandera de la Provincia de Misiones     | Sergio Romero      | Guardameta     | 24 años | 16  | 0  | AZ Alkmaar         |
| 2   | Bandera de la Provincia de Santa Fe     | Ezequiel Garay     | Defensa        | 24 años | 2   | 0  | Real Madrid        |
| 3   | Bandera de la Ciudad de Buenos Aires    | Pablo Zabaleta     | Defensa        | 26 años | 9   | 0  | Manchester City    |
| 4   | Bandera de la Provincia de Córdoba      | Nicolás Burdisso   | Defensa        | 30 años | 39  | 2  | Roma               |
| 6   | Bandera de la Provincia de Buenos Aires | Gabriel Milito     | Defensa        | 30 años | 37  | 4  | Barcelona          |
| 8   | Bandera de la Provincia de Buenos Aires | Javier Zanetti     | Defensa        | 37 años | 140 | 5  | Internazionale     |
| 13  | Bandera de la Ciudad de Buenos Aires    | Nicolás Pareja     | Defensa        | 27 años | 1   | 0  | Spartak            |
| 17  | Bandera de la Provincia de Buenos Aires | Marcos Rojo        | Defensa        | 21 años | 3   | 0  | Spartak            |
| 5   | Bandera de la Provincia de Buenos Aires | Esteban Cambiasso  | Centrocampista | 30 años | 50  | 5  | Internazionale     |
| 7   | Bandera de la Provincia de Santa Fe     | Ángel Di María     | Centrocampista | 23 años | 19  | 3  | Real Madrid        |
| 14  | Bandera de la Provincia de Santa Fe     | Javier Mascherano  | Centrocampista | 27 años | 68  | 2  | Barcelona          |
| 15  | Bandera de la Provincia de Buenos Aires | Lucas Biglia       | Centrocampista | 25 años | 3   | 0  | Anderlecht         |
| 18  | Bandera de la Provincia de Córdoba      | Javier Pastore     | Centrocampista | 22 años | 8   | 0  | Palermo            |
| 19  | Bandera de la Provincia de Santa Fe     | Éver Banega        | Centrocampista | 23 años | 8   | 0  | Valencia           |
| 20  | Bandera de la Provincia de Buenos Aires | Fernando Gago      | Centrocampista | 25 años | 30  | 0  | Real Madrid        |
| 9   | Bandera de Francia                      | Gonzalo Higuaín    | Delantero      | 23 años | 13  | 7  | Real Madrid        |
| 10  | Bandera de la Provincia de Santa Fe     | Lionel Messi       | Delantero      | 24 años | 55  | 17 | Barcelona          |
| 11  | Bandera de la Provincia de Buenos Aires | Carlos Tévez       | Delantero      | 27 años | 58  | 13 | Manchester City    |
| 16  | Bandera de la Ciudad de Buenos Aires    | Sergio Agüero      | Delantero      | 23 años | 25  | 10 | Atlético de Madrid |
| 21  | Bandera de la Provincia de Santa Fe     | Ezequiel Lavezzi   | Delantero      | 26 años | 11  | 1  | Napoli             |
| 22  | Bandera de la Provincia de Buenos Aires | Diego Milito       | Delantero      | 32 años | 24  | 4  | Internazionale     |
|     | Bandera de la Ciudad de Buenos Aires    | Sergio Batista     | Entrenador     | 48 años |     |    |                    |

#### Jugadores por liga
| Liga               | Jugadores aportados |
| ------------------ | ------------------- |
| La Liga            | 9                   |
| Serie A            | 7                   |
| Liga Premier       | 2                   |
| Premier League     | 2                   |
| Eredivisie         | 1                   |
| Jupiler League     | 1                   |
| Primera B Nacional | 1                   |

#### Jugadores por provincia
| Provincia       | Jugadores aportados |
| --------------- | ------------------- |
| Buenos Aires    | 8                   |
| Santa Fe        | 7                   |
| Capital Federal | 4                   |
| Córdoba         | 2                   |
| Misiones        | 1                   |
| Extranjero      | 1                   |

## Participación
- Los horarios son correspondientes a la hora local argentina (UTC-3).

### Partidos
| Fecha       | Lugar    | Instancia        |           |                      | Resultado               |                       |            |
| ----------- | -------- | ---------------- | --------- | -------------------- | ----------------------- | --------------------- | ---------- |
| 1 de julio  | La Plata | Fase de grupos   | Argentina | Bandera de Argentina | 1:1 (0:0)               | Bandera de Bolivia    | Bolivia    |
| 6 de julio  | Santa Fe | Fase de grupos   | Argentina | Bandera de Argentina | 0:0                     | Bandera de Colombia   | Colombia   |
| 11 de julio | Córdoba  | Fase de grupos   | Argentina | Bandera de Argentina | 3:0 (1:0)               | Bandera de Costa Rica | Costa Rica |
| 16 de julio | Santa Fe | Cuartos de final | Argentina | Bandera de Argentina | 1:1 (1:1, 1:1) (4:5 p.) | Bandera de Uruguay    | Uruguay    |

### Fase de grupos - Grupo A
| Selección  | Pts | PJ | PG | PE | PP | GF | GC | Dif |
| ---------- | --- | -- | -- | -- | -- | -- | -- | --- |
| Colombia   | 7   | 3  | 2  | 1  | 0  | 3  | 0  | 3   |
| Argentina  | 5   | 3  | 1  | 2  | 0  | 4  | 1  | 3   |
| Costa Rica | 3   | 3  | 1  | 0  | 2  | 2  | 4  | −2  |
| Bolivia    | 1   | 3  | 0  | 1  | 2  | 1  | 5  | −4  |

|  | Clasificados a los cuartos de final. |

Argentina abrió su Copa América el viernes 1 de julio en el remodelado Estadio Ciudad de La Plata. El partido, pautado para las 21:45, se desarrolló con un frío intenso. Según encuestas argentinas anteriores al encuentro el resultado favorecería claramente a la albiceleste.
Argentina, solo pudo jugar un partido mediocre y como lo pudo haber ganado, también lo pudo haber perdido. En el primer tiempo hubo poco juego y situaciones de gol, la mayoría para los locales. La más clara de la primera mitad fue una combinación entre Lavezzi y Messi que Cambiasso no pudo definir. El segundo tiempo trajo enseguida el gol boliviano. Tiro de esquina, centro y Edivaldo Rojas, de taco, la mete al área chica donde Banega no pudo retener la pelota que se le escapó por entre las piernas. Con el gol consumado Sergio Batista se decidió por hacer ingresar a Sergio Agüero. El kun entró con ganas y generó juego para Argentina. Primer tuvo una, que no paso a mayores. Después vino un centro desde la izquierda, al área, donde Burdisso la paro de pecho y con una gran definición el propio kun empató el partido.
Luego ambos equipos tuvieron chances. La más clara de Bolivia fue cuando la defensa argentina dejó solo a Martins quedando mano a mano con el arquero Sergio Romero pero el golero, estirándose, le sacó la pelota de los pies al delantero.
Terminado el partido se pudo decir que Messi tuvo un buen primer tiempo pero en el segundo, no pudo pesar al igual que Tévez, en todo el partido. Agüero y di María, que entraron desde el banco, le dieron otra cara al ataque del equipo nacional. Así las cosas, el partido debut terminó siendo un sufrimiento inesperado, ya que Argentina jugó mal y no pudo generar situaciones claras durante el mismo.
En el segundo enfrentamiento el seleccionado se enfrentó ante su similar de Colombia en la ciudad de Santa Fe. El día anterior, en el reconocimiento del campo de juego, unos 5000 hinchas irrumpieron en al estadio para ver el entrenamiento desbordando las fuerzas de seguridad. Este hecho molesto a Sergio Batista que no pudo realizar ejercicios de pelota parada por la presencia de las cámaras de televisión.
Al igual que el primer encuentro el partido argentino volvió a ser muy malo tanto que casi la selección no tuvo posibilidades de marcar. La mejor chance de Argentina estuvo en los pies de Lavezzi pero el portero cafetero salvó a su equipo. En reiteradas ocasiones Sergio Romero evitó la caída del arco de Argentina tanto que fue elegido como el jugador del partido.
La selección que cuando llegó desató la locura de los santafesinos, se fue chiflada del estadio. Durante el encuentro se pudieron escuchar cánticos en favor de Diego Maradona y muchas canciones en contra del equipo por el mal rendimiento mostrado.
Lionel Messi, de pésima actuación fue el que peor la pasó. Su partido se pudo resumír cuando la albiceleste tenía un inmejorable tiro libre cerca del área. El que remató fue precisamente Messi pero en vez de al arco, o al área, el disparo fue a parar a la tribuna. Desde ese preciso instante el público perdió la paciencia y reventó de bronca. El padre del jugador manifestó, que ante Colombia era la primera vez que su hijo se iba silbado de un estadio.
Con 4 cambios, la Selección argentina debió enfrentarse en el último partido del grupo ante la débil selección Sub-22 de Costa Rica en Córdoba. En este partido el nivel de la selección mejoró y con dos goles de Agüero y uno de Di María, Argentina pudo vencer 3 a 0 a Costa Rica y clasificar a la próxima fase.

#### Argentina vs. Bolivia
| 1 de julio    | Argentina  | 1:1 (0:0) | Bolivia   | Estadio Ciudad de La Plata, La Plata                                 |                                                                      |
| 21:45 (UTC-3) | Agüero 75' | Reporte   | Rojas 47' | Asistencia: Sin datos sobre espectadores Árbitro(s): Roberto Silvera | Asistencia: Sin datos sobre espectadores Árbitro(s): Roberto Silvera |

| 23         | Guardameta     | Sergio Romero     |     |
| 4          | Defensa        | Nicolás Burdisso  |     |
| 6          | Defensa        | Gabriel Milito    |     |
| 8          | Defensa        | Javier Zanetti    |     |
| 17         | Defensa        | Marcos Rojo       |     |
| 5          | Centrocampista | Esteban Cambiasso | 46' |
| 14         | Centrocampista | Javier Mascherano |     |
| 19         | Centrocampista | Éver Banega       |     |
| 10         | Delantero      | Lionel Messi      |     |
| 11         | Delantero      | Carlos Tévez      |     |
| 21         | Delantero      | Ezequiel Lavezzi  | 70' |
| Entrenador | Entrenador     | Sergio Batista    |     |

| 1          | Guardameta     | Carlos Arias      |     |
| 3          | Defensa        | Luis Gutiérrez    |     |
| 4          | Defensa        | Lorgio Álvarez    |     |
| 5          | Defensa        | Ronald Rivero     |     |
| 16         | Defensa        | Ronald Raldes     |     |
| 6          | Centrocampista | Wálter Flores     |     |
| 10         | Centrocampista | Joselito Vaca     | 63' |
| 15         | Centrocampista | Jaime Robles      |     |
| 21         | Centrocampista | Jhasmani Campos   | 80' |
| 7          | Delantero      | Edivaldo Rojas    | 89' |
| 9          | Delantero      | Marcelo Martins   |     |
| Entrenador | Entrenador     | Gustavo Quinteros |     |

| 7  | Centrocampista | Ángel Di María | 46' |
| 16 | Delantero      | Sergio Agüero  | 70' |

| 19 | Centrocampista | José Luis Chávez | 63' |
| 17 | Delantero      | Juan Carlos Arce | 80' |
| 22 | Centrocampista | Rudy Cardozo     | 89' |

| Anotado | 75' | Sergio Agüero | 1:1 |

| Anotado | 47' | Edivaldo Rojas | 0:1 |

| Amonestado | 37' | Carlos Tévez     |
| Amonestado | 54' | Ezequiel Lavezzi |

| Amonestado | 34' | Wálter Flores    |
| Amonestado | 38' | Luis Gutiérrez   |
| Amonestado | 75' | José Luis Chávez |
| Amonestado | 87' | Ronald Rivero    |

| Árbitro             | Roberto Silvera |
| Árbitros asistentes | Miguel Nievas   |
| Árbitros asistentes | Luis Alvarado   |
| Cuarto árbitro      | Carlos Vera     |

| 23         | Guardameta     | Sergio Romero     |     |
| 4          | Defensa        | Nicolás Burdisso  |     |
| 6          | Defensa        | Gabriel Milito    |     |
| 8          | Defensa        | Javier Zanetti    |     |
| 17         | Defensa        | Marcos Rojo       |     |
| 5          | Centrocampista | Esteban Cambiasso | 46' |
| 14         | Centrocampista | Javier Mascherano |     |
| 19         | Centrocampista | Éver Banega       |     |
| 10         | Delantero      | Lionel Messi      |     |
| 11         | Delantero      | Carlos Tévez      |     |
| 21         | Delantero      | Ezequiel Lavezzi  | 70' |
| Entrenador | Entrenador     | Sergio Batista    |     |

| 1          | Guardameta     | Carlos Arias      |     |
| 3          | Defensa        | Luis Gutiérrez    |     |
| 4          | Defensa        | Lorgio Álvarez    |     |
| 5          | Defensa        | Ronald Rivero     |     |
| 16         | Defensa        | Ronald Raldes     |     |
| 6          | Centrocampista | Wálter Flores     |     |
| 10         | Centrocampista | Joselito Vaca     | 63' |
| 15         | Centrocampista | Jaime Robles      |     |
| 21         | Centrocampista | Jhasmani Campos   | 80' |
| 7          | Delantero      | Edivaldo Rojas    | 89' |
| 9          | Delantero      | Marcelo Martins   |     |
| Entrenador | Entrenador     | Gustavo Quinteros |     |

| 7  | Centrocampista | Ángel Di María | 46' |
| 16 | Delantero      | Sergio Agüero  | 70' |

| 19 | Centrocampista | José Luis Chávez | 63' |
| 17 | Delantero      | Juan Carlos Arce | 80' |
| 22 | Centrocampista | Rudy Cardozo     | 89' |

| Anotado | 75' | Sergio Agüero | 1:1 |

| Anotado | 47' | Edivaldo Rojas | 0:1 |

| Amonestado | 37' | Carlos Tévez     |
| Amonestado | 54' | Ezequiel Lavezzi |

| Amonestado | 34' | Wálter Flores    |
| Amonestado | 38' | Luis Gutiérrez   |
| Amonestado | 75' | José Luis Chávez |
| Amonestado | 87' | Ronald Rivero    |

| Árbitro             | Roberto Silvera |
| Árbitros asistentes | Miguel Nievas   |
| Árbitros asistentes | Luis Alvarado   |
| Cuarto árbitro      | Carlos Vera     |

| Estadísticas      | Bandera de Argentina | Bandera de Bolivia |
| Tiros             | 15                   | 6                  |
| Tiros a puerta    | 7                    | 6                  |
| Faltas            | 13                   | 24                 |
| Saques de esquina | 11                   | 3                  |
| Penaltis          | 0                    | 0                  |
| Fueras de juego   | 1                    | 0                  |
| Posesión de balón |                      |                    |

#### Argentina vs. Colombia
| 6 de julio    | Argentina | 0:0     | Colombia | Estadio Brigadier Estanislao López, Santa Fe                         |                                                                      |
| 21:45 (UTC-3) |           | Reporte |          | Asistencia: Sin datos sobre espectadores Árbitro(s): Sálvio Fagundes | Asistencia: Sin datos sobre espectadores Árbitro(s): Sálvio Fagundes |

| 23         | Guardameta     | Sergio Romero     |     |
| 3          | Defensa        | Pablo Zabaleta    |     |
| 4          | Defensa        | Nicolás Burdisso  |     |
| 6          | Defensa        | Gabriel Milito    |     |
| 8          | Defensa        | Javier Zanetti    |     |
| 5          | Centrocampista | Esteban Cambiasso | 64' |
| 14         | Centrocampista | Javier Mascherano |     |
| 19         | Centrocampista | Éver Banega       | 71' |
| 10         | Delantero      | Lionel Messi      |     |
| 11         | Delantero      | Carlos Tévez      |     |
| 21         | Delantero      | Ezequiel Lavezzi  | 64' |
| Entrenador | Entrenador     | Sergio Batista    |     |

| 12         | Guardameta     | Luis Martínez       |       |
| 3          | Defensa        | Mario Yepes         |       |
| 7          | Defensa        | Pablo Armero        |       |
| 14         | Defensa        | Luis Amaranto Perea |       |
| 18         | Defensa        | Camilo Zúñiga       |       |
| 6          | Centrocampista | Carlos Sánchez      |       |
| 8          | Centrocampista | Abel Aguilar        |       |
| 13         | Centrocampista | Fredy Guarín        |       |
| 9          | Delantero      | Radamel Falcao      | 87'   |
| 17         | Delantero      | Dayro Moreno        | 90+1' |
| 20         | Delantero      | Adrián Ramos        | 89'   |
| Entrenador | Entrenador     | Hernán Darío Gómez  |       |

| 20 | Centrocampista | Fernando Gago   | 64' |
| 16 | Delantero      | Sergio Agüero   | 64' |
| 9  | Delantero      | Gonzalo Higuaín | 71' |

| 19 | Delantero      | Teófilo Gutiérrez  | 87'   |
| 16 | Centrocampista | Elkin Soto         | 89'   |
| 22 | Defensa        | Aquivaldo Mosquera | 90+1' |

| Amonestado | 90' | Fernando Gago |

| Amonestado | 6'    | Abel Aguilar |
| Amonestado | 90+1' | Dayro Moreno |

| Árbitro             | Sálvio Fagundes    |
| Árbitros asistentes | Marcio Santiago    |
| Árbitros asistentes | Luis Abadie        |
| Cuarto árbitro      | Víctor Hugo Rivera |

| 23         | Guardameta     | Sergio Romero     |     |
| 3          | Defensa        | Pablo Zabaleta    |     |
| 4          | Defensa        | Nicolás Burdisso  |     |
| 6          | Defensa        | Gabriel Milito    |     |
| 8          | Defensa        | Javier Zanetti    |     |
| 5          | Centrocampista | Esteban Cambiasso | 64' |
| 14         | Centrocampista | Javier Mascherano |     |
| 19         | Centrocampista | Éver Banega       | 71' |
| 10         | Delantero      | Lionel Messi      |     |
| 11         | Delantero      | Carlos Tévez      |     |
| 21         | Delantero      | Ezequiel Lavezzi  | 64' |
| Entrenador | Entrenador     | Sergio Batista    |     |

| 12         | Guardameta     | Luis Martínez       |       |
| 3          | Defensa        | Mario Yepes         |       |
| 7          | Defensa        | Pablo Armero        |       |
| 14         | Defensa        | Luis Amaranto Perea |       |
| 18         | Defensa        | Camilo Zúñiga       |       |
| 6          | Centrocampista | Carlos Sánchez      |       |
| 8          | Centrocampista | Abel Aguilar        |       |
| 13         | Centrocampista | Fredy Guarín        |       |
| 9          | Delantero      | Radamel Falcao      | 87'   |
| 17         | Delantero      | Dayro Moreno        | 90+1' |
| 20         | Delantero      | Adrián Ramos        | 89'   |
| Entrenador | Entrenador     | Hernán Darío Gómez  |       |

| 20 | Centrocampista | Fernando Gago   | 64' |
| 16 | Delantero      | Sergio Agüero   | 64' |
| 9  | Delantero      | Gonzalo Higuaín | 71' |

| 19 | Delantero      | Teófilo Gutiérrez  | 87'   |
| 16 | Centrocampista | Elkin Soto         | 89'   |
| 22 | Defensa        | Aquivaldo Mosquera | 90+1' |

| Amonestado | 90' | Fernando Gago |

| Amonestado | 6'    | Abel Aguilar |
| Amonestado | 90+1' | Dayro Moreno |

| Árbitro             | Sálvio Fagundes    |
| Árbitros asistentes | Marcio Santiago    |
| Árbitros asistentes | Luis Abadie        |
| Cuarto árbitro      | Víctor Hugo Rivera |

| Estadísticas      | Bandera de Argentina | Bandera de Colombia |
| Tiros             | 7                    | 9                   |
| Tiros a puerta    | 6                    | 5                   |
| Faltas            | 17                   | 9                   |
| Saques de esquina | 6                    | 6                   |
| Penaltis          | 0                    | 0                   |
| Fueras de juego   | 7                    | 0                   |
| Posesión de balón |                      |                     |

#### Argentina vs. Costa Rica
| 11 de julio   | Argentina                        | 3:0 (1:0) | Costa Rica | Estadio Mario Alberto Kempes, Córdoba                                   |                                                                         |
| 21:45 (UTC-3) | Agüero 45+1', 52' · Di María 63' | Reporte   |            | Asistencia: Sin datos sobre espectadores Árbitro(s): Víctor Hugo Rivera | Asistencia: Sin datos sobre espectadores Árbitro(s): Víctor Hugo Rivera |

| 23         | Guardameta     | Sergio Romero     |     |
| 3          | Defensa        | Pablo Zabaleta    |     |
| 4          | Defensa        | Nicolás Burdisso  |     |
| 6          | Defensa        | Gabriel Milito    |     |
| 8          | Defensa        | Javier Zanetti    |     |
| 7          | Centrocampista | Ángel Di María    | 79' |
| 14         | Centrocampista | Javier Mascherano |     |
| 20         | Centrocampista | Fernando Gago     |     |
| 9          | Delantero      | Gonzalo Higuaín   | 79' |
| 10         | Delantero      | Lionel Messi      |     |
| 16         | Delantero      | Sergio Agüero     | 84' |
| Entrenador | Entrenador     | Sergio Batista    |     |

| 18         | Guardameta     | Leonel Moreira     |     |
| 2          | Defensa        | Francisco Calvo    | 46' |
| 3          | Defensa        | Johnny Acosta      |     |
| 4          | Defensa        | José Salvatierra   |     |
| 19         | Defensa        | Óscar Duarte       |     |
| 20         | Defensa        | Pedro Leal         |     |
| 6          | Centrocampista | Heiner Mora        |     |
| 22         | Centrocampista | José Miguel Cubero |     |
| 12         | Delantero      | Joel Campbell      |     |
| 17         | Delantero      | Josué Martínez     | 46' |
| 21         | Delantero      | César Elizondo     | 56' |
| Entrenador | Entrenador     | Ricardo La Volpe   |     |

| 15 | Centrocampista | Lucas Biglia     | 79' |
| 18 | Centrocampista | Javier Pastore   | 79' |
| 21 | Delantero      | Ezequiel Lavezzi | 84' |

| 10 | Delantero      | Randall Brenes    | 46' |
| 11 | Centrocampista | Diego Madrigal    | 46' |
| 5  | Centrocampista | Luis Miguel Valle | 56' |

| Anotado | 45+1' | Sergio Agüero  | 1:0 |
| Anotado | 52'   | Sergio Agüero  | 2:0 |
| Anotado | 63'   | Ángel Di María | 3:0 |

| Amonestado | 21'   | Gabriel Milito   |
| Amonestado | 38'   | Javier Zanetti   |
| Amonestado | 88'   | Lucas Biglia     |
| Amonestado | 90+2' | Ezequiel Lavezzi |

| Amonestado | 44' | Francisco Calvo |
| Amonestado | 48' | Óscar Duarte    |

| Árbitro             | Víctor Hugo Rivera |
| Árbitros asistentes | Luis Abadie        |
| Árbitros asistentes | Nicolás Yegros     |
| Cuarto árbitro      | Carlos Amarilla    |

| 23         | Guardameta     | Sergio Romero     |     |
| 3          | Defensa        | Pablo Zabaleta    |     |
| 4          | Defensa        | Nicolás Burdisso  |     |
| 6          | Defensa        | Gabriel Milito    |     |
| 8          | Defensa        | Javier Zanetti    |     |
| 7          | Centrocampista | Ángel Di María    | 79' |
| 14         | Centrocampista | Javier Mascherano |     |
| 20         | Centrocampista | Fernando Gago     |     |
| 9          | Delantero      | Gonzalo Higuaín   | 79' |
| 10         | Delantero      | Lionel Messi      |     |
| 16         | Delantero      | Sergio Agüero     | 84' |
| Entrenador | Entrenador     | Sergio Batista    |     |

| 18         | Guardameta     | Leonel Moreira     |     |
| 2          | Defensa        | Francisco Calvo    | 46' |
| 3          | Defensa        | Johnny Acosta      |     |
| 4          | Defensa        | José Salvatierra   |     |
| 19         | Defensa        | Óscar Duarte       |     |
| 20         | Defensa        | Pedro Leal         |     |
| 6          | Centrocampista | Heiner Mora        |     |
| 22         | Centrocampista | José Miguel Cubero |     |
| 12         | Delantero      | Joel Campbell      |     |
| 17         | Delantero      | Josué Martínez     | 46' |
| 21         | Delantero      | César Elizondo     | 56' |
| Entrenador | Entrenador     | Ricardo La Volpe   |     |

| 15 | Centrocampista | Lucas Biglia     | 79' |
| 18 | Centrocampista | Javier Pastore   | 79' |
| 21 | Delantero      | Ezequiel Lavezzi | 84' |

| 10 | Delantero      | Randall Brenes    | 46' |
| 11 | Centrocampista | Diego Madrigal    | 46' |
| 5  | Centrocampista | Luis Miguel Valle | 56' |

| Anotado | 45+1' | Sergio Agüero  | 1:0 |
| Anotado | 52'   | Sergio Agüero  | 2:0 |
| Anotado | 63'   | Ángel Di María | 3:0 |

| Amonestado | 21'   | Gabriel Milito   |
| Amonestado | 38'   | Javier Zanetti   |
| Amonestado | 88'   | Lucas Biglia     |
| Amonestado | 90+2' | Ezequiel Lavezzi |

| Amonestado | 44' | Francisco Calvo |
| Amonestado | 48' | Óscar Duarte    |

| Árbitro             | Víctor Hugo Rivera |
| Árbitros asistentes | Luis Abadie        |
| Árbitros asistentes | Nicolás Yegros     |
| Cuarto árbitro      | Carlos Amarilla    |

| \| Estadísticas \| \| \| \| Tiros \| 17 \| 5 \| \| Tiros a puerta \| 8 \| 2 \| \| Faltas \| 16 \| 10 \| \| Saques de esquina \| 5 \| 4 \| \| Penaltis \| 0 \| 0 \| \| Fueras de juego \| 2 \| 1 \| \| Posesión de balón \| \| \| |                      |                       |
| Estadísticas | Bandera de Argentina | Bandera de Costa Rica |
| Tiros | 17                   | 5                     |
| Tiros a puerta | 8                    | 2                     |
| Faltas | 16                   | 10                    |
| Saques de esquina | 5                    | 4                     |
| Penaltis | 0                    | 0                     |
| Fueras de juego | 2                    | 1                     |
| Posesión de balón |                      |                       |

### Cuartos de final

#### Argentina vs. Uruguay
| 16 de julio   | Argentina                                    | 1:1 (1:1, 1:1) (t. s.)(4:5 p.) | Uruguay                                      | Estadio Brigadier Estanislao López, Santa Fe                         |                                                                      |
| 19:45 (UTC-3) | Higuaín 17'                                  | Reporte                        | Pérez 5'                                     | Asistencia: Sin datos sobre espectadores Árbitro(s): Carlos Amarilla | Asistencia: Sin datos sobre espectadores Árbitro(s): Carlos Amarilla |
|               |                                              | Tiros desde el punto penal     |                                              |                                                                      |                                                                      |
|               | Messi · Burdisso · Tévez · Pastore · Higuaín |                                | Forlán · Suárez · Scotti · Gargano · Cáceres |                                                                      |                                                                      |

| 23         | Guardameta     | Sergio Romero     |     |
| 3          | Defensa        | Pablo Zabaleta    |     |
| 4          | Defensa        | Nicolás Burdisso  |     |
| 6          | Defensa        | Gabriel Milito    |     |
| 8          | Defensa        | Javier Zanetti    |     |
| 7          | Centrocampista | Ángel Di María    | 72' |
| 14         | Centrocampista | Javier Mascherano |     |
| 20         | Centrocampista | Fernando Gago     | 96' |
| 9          | Delantero      | Gonzalo Higuaín   |     |
| 10         | Delantero      | Lionel Messi      |     |
| 16         | Delantero      | Sergio Agüero     | 83' |
| Entrenador | Entrenador     | Sergio Batista    |     |

| 1          | Guardameta     | Fernando Muslera         |      |
| 2          | Defensa        | Diego Lugano             |      |
| 6          | Defensa        | Mauricio Victorino       | 19'  |
| 16         | Defensa        | Maximiliano Pereira      |      |
| 22         | Defensa        | Martín Cáceres           |      |
| 11         | Centrocampista | Álvaro Pereira           | 109' |
| 15         | Centrocampista | Diego Pérez              |      |
| 17         | Centrocampista | Egidio Arévalo Ríos      | 109' |
| 20         | Centrocampista | Álvaro González          |      |
| 9          | Delantero      | Luis Suárez              |      |
| 10         | Delantero      | Diego Forlán             |      |
| Entrenador | Entrenador     | Óscar Washington Tabárez |      |

| 18 | Centrocampista | Javier Pastore | 72' |
| 11 | Delantero      | Carlos Tévez   | 83' |
| 15 | Centrocampista | Lucas Biglia   | 96' |

| 19 | Defensa        | Andrés Scotti    | 19'  |
| 5  | Centrocampista | Walter Gargano   | 109' |
| 8  | Centrocampista | Sebastián Eguren | 109' |

| Anotado | 17' | Gonzalo Higuaín | 1:1 |

| Anotado | 5' | Diego Pérez | 0:1 |

| Lionel Messi     | Acierto de penal         | 1:0 |                  |                |
|                  |                          | 1:1 | Acierto de penal | Diego Forlán   |
| Nicolás Burdisso | Acierto de penal         | 2:1 |                  |                |
|                  |                          | 2:2 | Acierto de penal | Luis Suárez    |
| Carlos Tévez     | Fallo de penal (atajado) | 2:2 |                  |                |
|                  |                          | 2:3 | Acierto de penal | Andrés Scotti  |
| Javier Pastore   | Acierto de penal         | 3:3 |                  |                |
|                  |                          | 3:4 | Acierto de penal | Walter Gargano |
| Gonzalo Higuaín  | Acierto de penal         | 4:4 |                  |                |
|                  |                          | 4:5 | Acierto de penal | Martín Cáceres |

| Amonestado           | 8'   | Pablo Zabaleta    |
| Amonestado           | 50'  | Javier Mascherano |
| Amonestado           | 70'  | Gabriel Milito    |
| Amonestado           | 72'  | Nicolás Burdisso  |
| Otorgado · Expulsado | 86'  | Javier Mascherano |
| Amonestado           | 92'  | Fernando Gago     |
| Amonestado           | 118' | Carlos Tévez      |

| Amonestado           | 2'  | Diego Pérez     |
| Amonestado           | 31' | Martín Cáceres  |
| Amonestado           | 32' | Álvaro González |
| Otorgado · Expulsado | 38' | Diego Pérez     |

| Árbitro             | Carlos Amarilla |
| Árbitros asistentes | Nicolás Yegros  |
| Árbitros asistentes | Luis Sánchez    |
| Cuarto árbitro      | Juan Soto       |

| 23         | Guardameta     | Sergio Romero     |     |
| 3          | Defensa        | Pablo Zabaleta    |     |
| 4          | Defensa        | Nicolás Burdisso  |     |
| 6          | Defensa        | Gabriel Milito    |     |
| 8          | Defensa        | Javier Zanetti    |     |
| 7          | Centrocampista | Ángel Di María    | 72' |
| 14         | Centrocampista | Javier Mascherano |     |
| 20         | Centrocampista | Fernando Gago     | 96' |
| 9          | Delantero      | Gonzalo Higuaín   |     |
| 10         | Delantero      | Lionel Messi      |     |
| 16         | Delantero      | Sergio Agüero     | 83' |
| Entrenador | Entrenador     | Sergio Batista    |     |

| 1          | Guardameta     | Fernando Muslera         |      |
| 2          | Defensa        | Diego Lugano             |      |
| 6          | Defensa        | Mauricio Victorino       | 19'  |
| 16         | Defensa        | Maximiliano Pereira      |      |
| 22         | Defensa        | Martín Cáceres           |      |
| 11         | Centrocampista | Álvaro Pereira           | 109' |
| 15         | Centrocampista | Diego Pérez              |      |
| 17         | Centrocampista | Egidio Arévalo Ríos      | 109' |
| 20         | Centrocampista | Álvaro González          |      |
| 9          | Delantero      | Luis Suárez              |      |
| 10         | Delantero      | Diego Forlán             |      |
| Entrenador | Entrenador     | Óscar Washington Tabárez |      |

| 18 | Centrocampista | Javier Pastore | 72' |
| 11 | Delantero      | Carlos Tévez   | 83' |
| 15 | Centrocampista | Lucas Biglia   | 96' |

| 19 | Defensa        | Andrés Scotti    | 19'  |
| 5  | Centrocampista | Walter Gargano   | 109' |
| 8  | Centrocampista | Sebastián Eguren | 109' |

| Anotado | 17' | Gonzalo Higuaín | 1:1 |

| Anotado | 5' | Diego Pérez | 0:1 |

| Lionel Messi     | Acierto de penal         | 1:0 |                  |                |
|                  |                          | 1:1 | Acierto de penal | Diego Forlán   |
| Nicolás Burdisso | Acierto de penal         | 2:1 |                  |                |
|                  |                          | 2:2 | Acierto de penal | Luis Suárez    |
| Carlos Tévez     | Fallo de penal (atajado) | 2:2 |                  |                |
|                  |                          | 2:3 | Acierto de penal | Andrés Scotti  |
| Javier Pastore   | Acierto de penal         | 3:3 |                  |                |
|                  |                          | 3:4 | Acierto de penal | Walter Gargano |
| Gonzalo Higuaín  | Acierto de penal         | 4:4 |                  |                |
|                  |                          | 4:5 | Acierto de penal | Martín Cáceres |

| Amonestado           | 8'   | Pablo Zabaleta    |
| Amonestado           | 50'  | Javier Mascherano |
| Amonestado           | 70'  | Gabriel Milito    |
| Amonestado           | 72'  | Nicolás Burdisso  |
| Otorgado · Expulsado | 86'  | Javier Mascherano |
| Amonestado           | 92'  | Fernando Gago     |
| Amonestado           | 118' | Carlos Tévez      |

| Amonestado           | 2'  | Diego Pérez     |
| Amonestado           | 31' | Martín Cáceres  |
| Amonestado           | 32' | Álvaro González |
| Otorgado · Expulsado | 38' | Diego Pérez     |

| Árbitro             | Carlos Amarilla |
| Árbitros asistentes | Nicolás Yegros  |
| Árbitros asistentes | Luis Sánchez    |
| Cuarto árbitro      | Juan Soto       |

| Estadísticas      | Bandera de Argentina | Bandera de Uruguay |
| Tiros             | 21                   | 13                 |
| Tiros a puerta    | 9                    | 5                  |
| Faltas            | 24                   | 28                 |
| Saques de esquina | 6                    | 4                  |
| Penaltis          | 0                    | 0                  |
| Fueras de juego   | 3                    | 3                  |
| Posesión de balón |                      |                    |

## Estadísticas

### Goleadores
| #     | Jugador         | Anotado | PJ | Prom. | Jugada | Cabeza | Tiro libre | Penal |
| ----- | --------------- | ------- | -- | ----- | ------ | ------ | ---------- | ----- |
| 1     | Sergio Agüero   | 3       | 4  | 0.75  | 3      | 0      | 0          | 0     |
| 2     | Ángel Di María  | 1       | 3  | 0.33  | 1      | 0      | 0          | 0     |
|       | Gonzalo Higuaín | 1       | 3  | 0.33  | 0      | 1      | 0          | 0     |
| Total | Total           | 5       | 4  | 1.25  | 4      | 1      | 0          | 0     |

### Asistencias
| #     | Jugador          | Asistencia | Jugada | Cabeza | Tiro libre | Saque de esquina |
| ----- | ---------------- | ---------- | ------ | ------ | ---------- | ---------------- |
| 1     | Lionel Messi     | 3          | 3      | 0      | 0          | 0                |
| 2     | Nicolás Burdisso | 1          | 1      | 0      | 0          | 0                |
| Total | Total            | 4          | 4      | 0      | 0          | 0                |

### Tarjetas disciplinarias

#### Fase de grupos
| #     | Jugador          | Amonestado | Otorgado · Expulsado | Expulsado | Sanción   |
| ----- | ---------------- | ---------- | -------------------- | --------- | --------- |
| 1     | Ezequiel Lavezzi | 2          | 0                    | 0         | 1 partido |
| 2     | Carlos Tévez     | 1          | 0                    | 0         |           |
|       | Fernando Gago    | 1          | 0                    | 0         |           |
|       | Gabriel Milito   | 1          | 0                    | 0         |           |
|       | Javier Zanetti   | 1          | 0                    | 0         |           |
|       | Lucas Biglia     | 1          | 0                    | 0         |           |
| Total | Total            | 7          | 0                    | 0         |           |

#### Fase final
| #     | Jugador           | Amonestado | Otorgado · Expulsado | Expulsado | Sanción |
| ----- | ----------------- | ---------- | -------------------- | --------- | ------- |
| 1     | Javier Mascherano | 1          | 1                    | 0         |         |
| 2     | Carlos Tévez      | 1          | 0                    | 0         |         |
|       | Fernando Gago     | 1          | 0                    | 0         |         |
|       | Gabriel Milito    | 1          | 0                    | 0         |         |
|       | Nicolás Burdisso  | 1          | 0                    | 0         |         |
|       | Pablo Zabaleta    | 1          | 0                    | 0         |         |
| Total | Total             | 6          | 1                    | 0         |         |